# ۷۳۹ (خورشیدی)
۷۳۹ هفتصد و سی و نهمین سال هجری خورشیدی است.